# Кобильники (Казімерський повіт)
Кобильники (пол. Kobylniki) — село в Польщі, у гміні Скальбмеж Казімерського повіту Свентокшиського воєводства.
Населення — 380 осіб (2011).
У 1975-1998 роках село належало до Келецького воєводства.

## Демографія
Демографічна структура на день 31 березня 2011 року:
|          | Загалом | Допрацездатний вік | Працездатний вік | Постпрацездатний вік |
| -------- | ------- | ------------------ | ---------------- | -------------------- |
| Чоловіки | 191     | 25                 | 135              | 31                   |
| Жінки    | 189     | 40                 | 87               | 62                   |
| Разом    | 380     | 65                 | 222              | 93                   |